# Hidroxid de cobalt (II)
Hidroxidul de cobalt este o bază alcătuită din două grupări hidroxil și un atom de cobalt. Formula sa chimică este Co(OH)2. 
1. ↑  „Hidroxid de cobalt”, Cobaltous hydroxide (în engleză), PubChem, accesat în 20 septembrie 2016